# Parlementaire enquête Fraudebeleid en Dienstverlening
De parlementaire enquête Fraudebeleid en Dienstverlening is een Nederlandse parlementaire enquête van de Tweede Kamer die onderzoek zal gaan doen naar de dienstverlening, handhaving en fraudebestrijding bij overheidsdiensten. Aanleiding hiervoor was de toeslagenaffaire en de vragen die overbleven na de parlementaire ondervragingscommissie Kinderopvangtoeslag.

## Oprichting
In februari 2021 stemde de Tweede Kamer in met een voorstel van SP-fractievoorzitter Lilian Marijnissen om een parlementaire enquête te houden. In deze enquête werden in aanvulling op de ondervragingscommissie de rol van de Kamer zelf, etnische vooringenomenheid en de rol van algoritmes onderzocht. Ook werd worden naar hoe de fraudeaanpak doorwerkte op andere overheidsdiensten.
De tijdelijke commissie Fraudebeleid en Dienstverlening werd op 8 juli 2021 opgericht om de enquête voor te bereiden. De tijdelijke commissie bood op 27 januari 2022 het onderzoeksvoorstel aan. De enquêtecommissie werd op 3 februari 2022 ingesteld.

## Samenstelling
De tijdelijke commissie bestond uit Salima Belhaj (voorzitter, D66), Michiel van Nispen (ondervoorzitter, SP), Ingrid Michon-Derkzen (VVD), René Peters (CDA), Senna Maatoug (GroenLinks) en Sylvana Simons (BIJ1).
Toen de tijdelijke commissie omgezet werd in de parlementaire enquêtecommissie, kwamen Farid Azarkan (DENK) en Lammert van Raan (Partij voor de Dieren) erbij. Michon-Derkzen en Peters lieten zich in 2023 tijdelijk vervangen vanwege de werkdruk, door respectievelijk Hatte van der Woude en Evert Jan Slootweg. In juni stapten Michon-Derkzen en Peters definitief uit de commissie, met als formele reden dat ze het te druk hadden. Echter was er ook kritiek op de werkwijze van de commissie. Begin juli keerde Slootweg weer terug in de commissie en liet VVD zich vertegenwoordigen door Thierry Aartsen.
Na de Tweede Kamerverkiezingen 2023 bleven enkel Van Nispen, Aartsen en Maatoug over in de commissie. De andere leden verdwenen uit de Tweede Kamer. Van Nispen nam het voorzitterschap over van Belhaj.

## Openbare verhoren
De openbare verhoren begonnen op 6 september 2023. Verhoord werden onder meer:
- Mark Rutte (staatssecretaris van Sociale Zaken en Werkgelegenheid 2002-2004, minister-president 2010-2024)
- Sharon Dijksma (staatssecretaris van Onderwijs, Cultuur en Wetenschap 2007-2010)
- Paul de Krom (staatssecretaris van Sociale Zaken en Werkgelegenheid 2010-2012)
- Henk Kamp (minister van Sociale Zaken en Werkgelegenheid 2010-2012)
- Sadet Karabulut (Tweede Kamerlid voor de SP 2006-2021)
- Diederik Samsom (fractievoorzitter van PvdA in de Tweede Kamer)
- Bruno Bruins (voorzitter raad van bestuur UWV)
- Frans Weekers (staatssecretaris van Financiën 2010-2014)
- Pieter Heerma (Tweede Kamerlid voor CDA 2012-2023)
- Lodewijk Asscher (minister van Sociale Zaken en Werkgelegenheid 2012-2017)

## Eindrapport
Op 26 februari 2024 presenteerde voorzitter Michiel van Nispen namens de commissie haar eindrapport, getiteld Blind voor mens en recht. Het rapport werd overhandigd aan Kamervoorzitter Martin Bosma.